# Дикамба
Дикамба, или 3,6-дихлор-2-метоксибензойная кислота представляет собой синтетический ауксин и используется в качестве гербицида. Разработан компанией Velsicol Chemical Corporation и впервые попал на рынок в 1965 году.

## Получение
Дикамбу можно синтезировать из 1,2,4-трихлор-бензола. Он реагирует с гидроксидом натрия превращаясь в 2,5-дихлор-фенол, который после реакции с углекислым газом в присутствии гидроксида калия, и диметил сульфатом и водой образует конечный продукт
.

## Использование

### Гербицид
Влияние дикамбы на рост растений было открыто Циммерманом и Хитчкоком в 1942 году. Вскоре после этого были проведены полевые испытания препарата на экспериментальной станции в английской деревушке Джеллотс Хилл.
Дикамба используется в качестве гербицида против двудольных сорняков на посевах зерновых культур, в плодоводстве, на лугах и газонах. Многие из сегодняшних гербицидов, содержащих дикамбу, одобрены для использования против сорняков на газонах и полосах дёрна вдоль дорог. Довольно часто такие препараты содержат наряду с другими гербицидами 2,4-дихлорфеноксиуксусной кислоту. Подобные гербицидные смеси с дикамбой в качестве действующего вещества разрешены во многих государствах ЕС, в том числе в Германии, Австрии и Швейцарии.

## Эффект
Вещество поглощается растением через листья и корни и перемещается по нему. Дикамба является гербицидом-регулятором роста, она значительно ускоряет рост двудольных растений, после чего они умирают в результате дефицита питательных веществ. Теплая и благоприятная для роста погода ускоряет процесс гибели растения. Для достижения гербицидной активности требуется несколько дней активного роста растений.

## Токсичность

### Характеристики
Бесцветные кристаллы, разлагаются при нагревании, образуя при этом вызывающие коррозию, токсичные пары (хлористый водород). Дикамба растворима в ацетоне, дихлорметане, 1,4-диоксане, этаноле, толуоле и ксилоле.

### Острая токсичность
ЛД50 (перорально) для самцов крыс составляет 1581 мг, для самок крысы — 1879 мг/кг массы тела. У самцов мышей она составляет 1180, у самок[каких?] 2392 мг/кг.
При поступлении через кожу ЛД50 для самцов крыс — > 6000, для самок крыс > 8000 и для кроликов > 2000 мг/кг массы тела. У кролика дикамба не оказывает раздражающего действия на кожу, не раздражает, но сильно раздражает слизистую глаз. У морских свинок наблюдалась сенсибилизация кожи.
Отравление дикамбой характеризуются следующими симптомами: анорексия, рвота, мышечная слабость, брадикардия, одышка, ЦНС-симптомы, бензойная кислота в моче, недержание мочи или недержание кала, цианоз.
Дополнительно дикамба раздражает слизистые оболочки и глаза, временное помутнение роговицы является результатом прямого контакта с глазами. Большинство людей после отравления твёрдой дикамбой восстанавливается в течение 2-3 дней без особых осложнений.

### Хроническая токсичность
Дозы 25 мг/ кг в день в течение двухлетнего периода у крыс не вызывало измеримых эффектов в отношении смертности, массы тела, потребление пищи, веса тела, биохимический анализ крови или тканевой структуры. Высокие дозы дикамба вызывает изменения в ткани печени и снижение массы тела у крыс и мышей.

### Разное
Препарат почти не поглощается через кожу. В исследовании трех поколений крыс дикамба не было никакого заметного влияния на скорость воспроизведения. Тератогенные, канцерогенные и мутагенные эффекты не наблюдались.

## Экология

### Деградация

#### Почва
Дикамба умеренно устойчива в почве. Период полураспада составляет от 1 до 4 недель. При оптимальных условиях (влажность почвы < 50 %, рН слегка кислая) метаболизируется микроорганизмами в течение 2 недель, фотолиз играет лишь второстепенную роль в распаде этого вещества.
Благодаря своей растворимости в воде и очень низкой тенденцией к адсорбции на частицах почвы возможно загрязнения грунтовых вод вследствие вымыванием.

#### Вода
Так как дикамба стабильна в воде, вклад микроорганизмов в разрушение вещества снижается до 95 %, а остальные 5 % приходятся на фотолиз.

#### Растительность
Различия в скорости деградации дикамбы до 3,6-дихлор-1-гидрокси-бензойной кислоты в различных видах растений являются причиной её избирательного действия. Кроме того, гидроксилирование в 5-м положении кольца, приводит к образованию полярных конъюгатов.

### Токсичность для других организмов
Дикамба не опасна для пчёл.
ЛД50 для уток составляет 2000 мг/кг массы тела. В 8-дневном испытании по кормлению кряквы и немого перепела смертельная доза составила > 10000 мг/кг корма.
LC50 для радужной форели (96 ч) 135 мг/л, для сазана (48 ч) 465 мг/л., то есть, вещество считается не токсичным для рыб.
EC50 (48 ч) для Daphnia magna, а также LC50 (96 ч) для бокоплавов составляет более 100 мг/л.
Дикамба токсична для водорослей и высших водных растений.

## Устойчивые сорняки
Некоторые виды сорняков приобрели устойчивость к этому веществу. Устойчивая к дикамбе Bassia scoparia была открыта 1994 году; механизм устойчивости не удалось объяснить в рамках стандартной модели устойчивости, основанной на поглощении, транслокации или метаболизме

## Генетически модифицированные растения
Почвенная бактерия Pseudomonas maltophilia (штамм DI-6) превращает дикамбу в 3,6-дихлорсалициловую кислоту, которая сильнее адсорбируется почвой и не обладает гербицидной активностью. О токсичности этого продукта распада известно мало. Фермент, ответственный за первый шаг деградации этого вещества представляет собой трёхкомпонентную систему, называемую дикамба-O-деметилаза. В 2007 году Monsanto вставила один компонентов трёхкомпонентной системы ферментов в геном сои и других широколиственных хлебных злаков, сделав их устойчивыми к дикамбе Monsanto распространяет свои генномодифицированные растения под торговой маркой Xtend.